# Praia do Quião

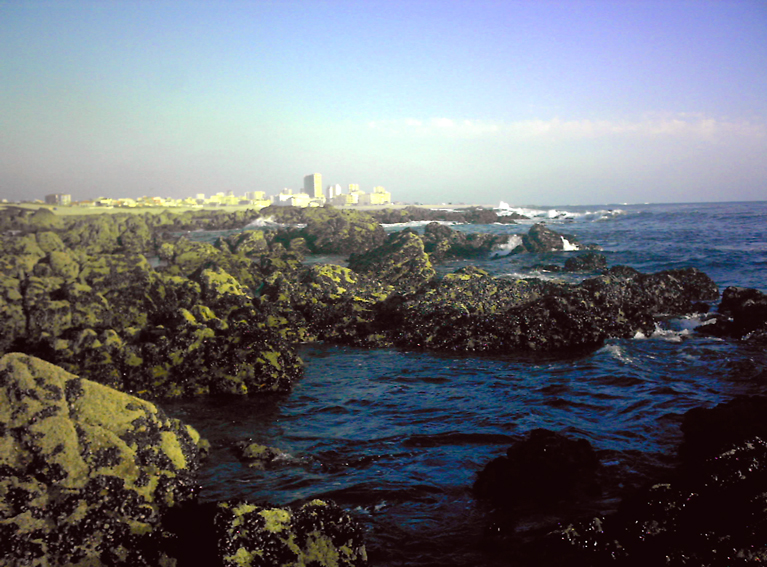
Roques llenos de mejillones.

La Praia do Quiãoes una playa marítima de Póvoa de Varzim situada en la freguesia de Aver-o-Mar. Las playas próximas más conocidas son la Praia da Fragosa al sur y la Praia de Santo André al norte.